# Олівер Хасслер
Олівер Хасслер (нім. Oliver Hassler; нар. 4 січня 1988) — німецький борець греко-римського стилю, срібний призер чемпіонату світу, чемпіон світу серед військовослужбовців, бронзовий призер Всесвітніх ігор військовослужбовців.

## Життєпис
Боротьбою займається з 1992 року. Був бронзовим призером на чемпіонаті світу 2008 року серед юніорів.
Виступав за борцівський клуб «RG Hausenzell». Тренери — Карл Хуг (з 2002), Міхаель Карл (з 2013).
Чемпіон Німеччини у 2011 та 2014 роках; другий у 2012 та 2015 роках, а третій у 2009 та 2010 роках.

## Спортивні результати на міжнародних змаганнях

### Виступи на Чемпіонатах світу
| Змагання                        | Збірна    | Вагова категорія                 | Місце  |
| ------------------------------- | --------- | -------------------------------- | ------ |
| Чемпіонат світу з боротьби 2009 | Німеччина | греко-римська боротьба, до 96 кг | 10     |
| Чемпіонат світу з боротьби 2013 | Німеччина | греко-римська боротьба, до 96 кг | 26     |
| Чемпіонат світу з боротьби 2014 | Німеччина | греко-римська боротьба, до 98 кг | Срібло |
| Чемпіонат світу з боротьби 2017 | Німеччина | греко-римська боротьба, до 98 кг | 24     |

### Виступи на Чемпіонатах Європи
| Змагання                         | Збірна    | Вагова категорія                 | Місце |
| -------------------------------- | --------- | -------------------------------- | ----- |
| Чемпіонат Європи з боротьби 2009 | Німеччина | греко-римська боротьба, до 96 кг | 15    |
| Чемпіонат Європи з боротьби 2012 | Німеччина | греко-римська боротьба, до 96 кг | 5     |
| Чемпіонат Європи з боротьби 2017 | Німеччина | греко-римська боротьба, до 98 кг | 5     |

### Виступи на Європейських іграх
| Змагання              | Збірна    | Вагова категорія                 | Місце |
| --------------------- | --------- | -------------------------------- | ----- |
| Європейські ігри 2015 | Німеччина | греко-римська боротьба, до 98 кг | 14    |

### Виступи на Кубках світу
| Змагання                    | Збірна    | Вагова категорія                 | Місце |
| --------------------------- | --------- | -------------------------------- | ----- |
| Кубок світу з боротьби 2017 | Німеччина | греко-римська боротьба, до 98 кг | 5     |

### Виступи на Чемпіонатах світу серед військовослужбовців
| Змагання                                                  | Збірна    | Вагова категорія                 | Місце  |
| --------------------------------------------------------- | --------- | -------------------------------- | ------ |
| Чемпіонат світу з боротьби серед військовослужбовців 2010 | Німеччина | греко-римська боротьба, до 96 кг | 5      |
| Чемпіонат світу з боротьби серед військовослужбовців 2014 | Німеччина | греко-римська боротьба, до 98 кг | Золото |
| Чемпіонат світу з боротьби серед військовослужбовців 2016 | Німеччина | греко-римська боротьба, до 98 кг | 8      |
| Чемпіонат світу з боротьби серед військовослужбовців 2018 | Німеччина | греко-римська боротьба, до 97 кг | 8      |

### Виступи на Всесвітніх іграх військовослужбовців
| Змагання                                | Збірна    | Вагова категорія                 | Місце  |
| --------------------------------------- | --------- | -------------------------------- | ------ |
| Всесвітні ігри військовослужбовців 2019 | Німеччина | греко-римська боротьба, до 97 кг | Бронза |

### Виступи на інших змаганнях
| Змагання                                                      | Збірна    | Вагова категорія                  | Місце  |
| ------------------------------------------------------------- | --------- | --------------------------------- | ------ |
| Гран-прі Німеччини з боротьби 2009                            | Німеччина | греко-римська боротьба, до 96 кг  | 9      |
| Тор Мастерс 2010                                              | Німеччина | греко-римська боротьба, до 120 кг | Бронза |
| Кубок Гранми з боротьби 2011                                  | Німеччина | греко-римська боротьба, до 96 кг  | Бронза |
| Кубок Владислава Пітласинські 2011                            | Німеччина | греко-римська боротьба, до 96 кг  | 22     |
| Олімпійський кваліфікаційний турнір з боротьби 2012 (Софія)   | Німеччина | греко-римська боротьба, до 96 кг  | 15     |
| Гран-прі Німеччини з боротьби 2013                            | Німеччина | греко-римська боротьба, до 96 кг  | Бронза |
| Меморіал Іона Корнеану 2013                                   | Німеччина | греко-римська боротьба, до 96 кг  | Срібло |
| Гран-прі Німеччини з боротьби 2014                            | Німеччина | греко-римська боротьба, до 98 кг  | 10     |
| Кубок Владислава Пітласинські 2014                            | Німеччина | греко-римська боротьба, до 98 кг  | 14     |
| Кубок Владислава Пітласинські 2015                            | Німеччина | греко-римська боротьба, до 98 кг  | 7      |
| Олімпійський кваліфікаційний турнір з боротьби 2016 (Стамбул) | Німеччина | греко-римська боротьба, до 98 кг  | Бронза |
| Кубок Владислава Пітласинські 2017                            | Німеччина | греко-римська боротьба, до 98 кг  | 12     |

### Виступи на змаганнях молодших вікових груп
| Змагання                                       | Збірна    | Вагова категорія                  | Місце  |
| ---------------------------------------------- | --------- | --------------------------------- | ------ |
| Чемпіонат Європи з боротьби серед кадетів 2005 | Німеччина | греко-римська боротьба, до 100 кг | 12     |
| Чемпіонат Європи з боротьби серед юніорів 2008 | Німеччина | греко-римська боротьба, до 96 кг  | 8      |
| Чемпіонат світу з боротьби серед юніорів 2008  | Німеччина | греко-римська боротьба, до 96 кг  | Бронза |